# Les Fiancés (Chagall)
Pour les articles homonymes, voir Les Fiancés (homonymie).
Les Fiancés est un tableau réalisé par le peintre soviétique Marc Chagall en 1927-1935. Cette huile sur toile représente un couple de jeunes gens en tenue de mariage s'enlaçant sous un bouquet de fleurs géant. Elle est conservée dans une collection privée.